# سید ناصر موسوی
سید ناصر موسوی (زادهٔ ۱۳۳۰ در چم سیدمحمد) نمایندهٔ حوزهٔ انتخابیهٔ رامهرمز و رامشیر در دورهٔ ششم مجلس شورای اسلامی بوده‌است. وی پیش‌تر در دورهٔ هفتم نیز عضو این مجلس بود. ایشان در ۶۵ سالگی به علت عارضه قلبی و در تاریخ ٤ بهمن ۱۳۹۵ درگذشت.وی قاضی خرمشهر بود